# Rheocles lateralis
Rheocles lateralis är en fiskart som beskrevs av Melanie L. J. Stiassny och Reinthal 1992. Rheocles lateralis ingår i släktet Rheocles och familjen Bedotiidae. IUCN kategoriserar arten globalt som otillräckligt studerad. Inga underarter finns listade i Catalogue of Life.